# Paston Letters
Le Paston Letters sono una grande collezione di lettere facenti parte della corrispondenza che intercorse fra la famiglia Paston, una famiglia della piccola nobiltà del Norfolk ed i loro congiunti ed altre persone a loro legate fra il 1422 e il 1509. La collezione include diversi importanti documenti.

## Le lettere
La collezione venne acquisita dall'esecutore di William Paston, II conte di Yarmouth, morto senza eredi nel 1732, ultimo rappresentante della famiglia, e ceduta nel 1735 all'antiquario Francis Blomefield (23 luglio 1705-16 gennaio 1752). Alla morte di questi i documenti passarono a un altro antiquario, Thomas Martin, quando anch'egli morì il plico passò a John Worth, un farmacista di Diss. Da lui finirono quindi nelle mani dell'antiquario di Dereham John Fenn (1739-1794), a lui si deve nel 1787 la prima pubblicazione di una selezione delle lettere e al loro apparire suscitarono un certo interesse tanto che nel 1789 apparvero altri due volumi e alla sua morte avvenuta cinque anni dopo un quinto volume era in fase di preparazione e venne poi pubblicato nel 1823 da suo nipote William Frere. Nel 1787 Fenn aveva presentato i primi due volumi a Giorgio III del Regno Unito e il 23 maggio di quell'anno ricevette il cavalierato.
Poco dopo i manoscritti originali dei primi due volumi scomparvero e stessa sorte toccò agli altri tre e non deve sorprendere che alcuni dubbi siano stati gettati sulla loro autenticità. Il primo ad argomentarne la non autenticità fu lo storico Herman Merivale (8 novembre 1806-8 febbraio 1874) sulla rivista Fortnightly Review nel 1865, sulla stessa rivista una tesi opposta venne invece sostenuta da un altro storico James Gairdner (22 marzo 1828-4 novembre 1912) ed entro un anno i fatti provarono la ragione di quest'ultimo. Gli originali del quinto volume insieme agli originali di altre lettere vennero infatti scoperte da Philip Frere, il figlio di William, nella sua casa di Dungate e dieci anni dopo anche gli originali del terzo e quarto volume insieme ad altre lettere inedite vennero recuperati a Roydon Hall, residenza di George Frere, allora capo della famiglia. Nel 1889 infine vennero ritrovati gli originali dei primi due volumi ad Ipswich dove viveva il capitano EG Pretyman, quest'ultimo lotto di lettere era quello che era stato portato a Giorgio III ed è possibile che abbiano raggiunto la residenza del militare attraverso il teologo George Pretyman Tomline (9 ottobre 1750-14 novembre 1827), amico di William Pitt il Giovane.
Attualmente il grosso delle Paston Letters si trova alla British Library, ma altri campioni sono alla Biblioteca Bodleiana di Oxford, al Magdalen College di Oxford e qualcuna al Pembroke College.
Nel 1872 Gairdner pubblicò una nuova edizione delle Letters partendo dal lavoro di Fenn, tenendo il suo lavoro come base in quella nuova edizione furono incluse le lettere che erano venute alla luce negli ultimi anni e nei tre volumi che egli curò vennero pubblicati circa 400 scritti. Nel 1904 una nuova edizione venne data alle stampe per un totale di 1.088 lettere e volumi pubblicati.
Nel 1971 una nuova edizione a cura di Norman Davis venne data alle stampe, la letteratura negli ultimi anni ha attinto alle Paston Letters con due opere, la prima Blood and Roses per mano di Helen Castor (4 agosto 1968) del 2004 mentre l'altra, del 1998, è A Medieval Family per opera degli storici e scrittori Frances e Joseph Giles (10 giugno 1915-18 dicembre 2013) e (8 ottobre 1916-13 aprile 2006).

## I primi Paston
La famiglia Paston prende il nome dall'omonimo villaggio nel Norfolk a circa 20 miglia da Norwich, il primo membro della famiglia su cui si abbia notizia viveva a Paston agli inizi del XV secolo, Clement Paston (morto 1419) era infatti un piccolo possidente terriero. Egli era sposato con Beatrice Somerton (morta 1409), il cui fratello Geoffrey Somerton pagò gli studi, prima scolastici e poi presso le Inn of court di suo nipote William Paston (1378-13 agosto 1444), figlio di Clement e Beatrice. Divenuto adulto William divenne un ottimo avvocato e comprò diverse proprietà nel Norfolk incluso il castello di Gresham ora perduto, egli migliorò la propria posizione sociale sposando Agnes Barry (morta 1479), un'ereditiera di Royston nell'Hertfordshire.
Di conseguenza quando egli morì lasciò una buona eredità al figlio maggiore John Paston che all'epoca era già sposato con Margaret Mautby (morta 1484), in quegli anni l'Inghilterra era in preda al caos, un re debole era circondato da nobili turbolenti e sembrava che solo un uomo forte potesse riportare il paese alla calma. John passò molto del suo tempo a Londra esercitando come avvocato lasciando la moglie nel Norfolk ad occuparsi delle proprietà, molte delle lettere vennero scritte da Margaret al marito e fu durante la vita sua e di suo figlio John che molte lettere e documenti, riguardanti non solo la famiglia, ma anche gli eventi che stavano squassando il paese vennero scritti.
Nel 1448 il castello di Gresham venne posto sotto assedio da Robert Hungerford, III barone di Hungerford e benché la famiglia ne sia tornata presto in possesso non riuscì mai a ottenere alcun indennizzo per le perdite subite. John in quegli anni era divenuto estremamente legato a John Fastolf un ricco nobile, eroe della Guerra dei cent'anni, questi era parente di sua moglie Margaret e aveva coinvolto John in molti dei suoi affari. Alla sua morte nel 1459 i suoi affari erano in condizioni alquanto confuse, come d'uso ai tempi egli lasciò le sue proprietà ad alcuni donatori fra cui John, suo fratello William e un giudice locale a nome William Yelverton (1400-durante il decennio del 1470), nel testamento scrisse anche che i suoi esecutori avrebbero dovuto fondare un college a Caister-on-Sea. Due giorni prima di morire stilò un testamento orale in cui lasciava ogni proprietà a John con il solo obbligo per lui di fondare il college e di versare 4.000 £.
Quando John andò a prendere possesso delle sue nuove proprietà non ebbe vita facile, gli esecutori esclusi erano arrabbiati ed offesi, il tumulto di liti in cui si trovò coinvolto peggiorò fino ad assumere le dimensioni di una guerriglia che interessò i villaggi di Hellesdon e Drayton posti sotto assedio da John de la Pole, II duca di Suffolk. Il castello di Caister venne assediato da John de Mowbray, III duca di Norfolk e altri tumulti interessarono altre parti del Norfolk. Le sorti volsero al meglio quando nel 1461 John tornò in Parlamento e riuscendo ad ingraziarsi il nuovo sovrano Edoardo IV d'Inghilterra che gli restituì il castello di Caister. Tale buona sorte fu solo temporanea, quando egli morì nel 1466 la questione del testamento di Falstof era tutt'altro che chiusa.

## La successione
Quando John morì il suo figlio maggiore, ed omonimo, ereditò oneri ed onori della famiglia Paston. John era stato fatto cavaliere mentre il padre era ancora vivo e visse per diverso tempo alla corte di Edoardo anche se alla fine servì il Casato di Lancaster combattendo per loro alla Battaglia di Barnet del 1471 insieme al fratello anch'egli a nome John. Negli anni seguenti il castello di Caister venne di nuovo preso da John de Mowbray, IV duca di Norfolk (18 ottobre 1444-14 gennaio 1476), i Paston se lo ripresero per poi vederselo di nuovo conquistare dal duca. Nel 1474 venne stilato un accordo con William Waynflete (1398circa-11 agosto 1486), Vescovo di Winchester, rappresentante degli esecutori esclusi e i Paston secondo la quale alcune proprietà sarebbero andate al vescovo per scopi non di lucro, mentre altre sarebbero rimaste alla famiglia. Due anni dopo la morte del duca sembrò spianare la strada a una restituzione, ma nel 1478 un'altra lite scoppiò con il duca di Suffolk. 
John Paston era un uomo di cultura che mostrò sempre grande ansietà nel tentativo di recuperare il castello di Caister, ma tendenzialmente lasciò le redini della faccenda nelle mani della madre e del fratello suo omonimo. A causa della sua noncuranza e stravaganza le rendite provenienti dalle terre andarono calando, ma quando egli morì scapolo nel 1479 lasciò a suo fratello un patrimonio più che discreto. Il giovane John (morto 1504) dopo aver questionato con lo zio circa i manieri di Oxnead e Marlingford venne creato cavaliere alla Battaglia di Stoke Field del 1487. In questo periodo le lettere diventano più noiose e meno interessanti, ma non di meno la famiglia continuò a fiorire. Il giovane John si sposò con Margery Brewes lasciò un figlio, William Paston (1479circa-1554) che fu membro della corte di Enrico VIII d'Inghilterra. Il secondogenito di William, John Paston (1510-1575) fu il cognato del celebre giurista Edward Coke, mentre suo fratello Clement Paston (1515circa-1597) combatté alla battaglia di Pinkie Cleugh del 1547. Primogenito di William Paston fu Erasmus Paston (1502-1540) che, premorendo al padre, lasciò tutto al figlio William che ereditò alla morte del nonno nel 1554 e nel 1597 ereditò anche i beni dello zio Clement. Questo William Paston (1528-1610) venne creato cavaliere attorno al 1578 e fondò una scuola ad indirizzo classico a North Walsham. Il primogenito di William fu Cristopher Paston e suo nipote William Paston venne creato baronetto nel 1642 titolo che lasciò al figlio Robert Paston (29 maggio 1631-8 marzo 1683). Questi fu membro del Parlamento dal 1661 al 1673 e venne creato conte di Yarmouth nel 1679. Il titolo andò quindi a suo figlio William Paston (1652-1732 che sposò una figlia naturale di Carlo II d'Inghilterra e che, come il padre, parteggiò per gli Stuart. Alla sua morte avvenuta nel 1732 William non aveva figli e il titolo si estinse con lui.